# Nyikolaj Mihajlovics Przsevalszkij
Nyikolaj Mihajlovics Przsevalszkij (oroszul: Николай Михайлович Пржевальский) (Orosz Birodalom, Szmolenszki kormányzóság, Kimborovo, 1839. április 12. – Karakol, 1888. november 1.) orosz tábornok, geográfus, Ázsia-kutató, a 19. század második felének meghatározó orosz földrajzi utazója és felfedezője. A Przsevalszkij-ló névadója. Zoológiai szakmunkákban nevének rövidítése: „Przewalski”.

## Életpályája
A Szmolenszki kormányzósághoz tartozó Kimborovo faluban született. Apai ágon a család egyik őse zaporizzsjai kozák volt, aki Báthory Istvántól kapott lengyel nemességet. Az apa Mihail Kuzmics tartalékos katonatiszt volt, aki aktív korában részt vett a novemberi felkelés leverésében. Édesanyja, Jelena Karetnyikova orosz volt, egy földbirtokos lánya. 
Nyikolaj tanulmányait Szentpéterváron végezte a katonai akadémián. Az akadémiát engedménnyel végezte el, mivel önkéntesen részt vett a lengyel januári felkelés elfojtásában. 1864-ben a földrajz tárgy oktatója lett a varsói kadétiskolában.1867-ben elérte, hogy szolgálatra áthelyezzék Irkutszkba a Kelet-szibériai Katonai Körzetbe. Innen a Cári Orosz Földrajzi Társaság közbenjárásával, kétéves kiküldetést kapott, hogy bejárja az Usszuri folyó medencéjét. Ez volt az első jelentős expedíciója. A következő években négy jelentős expedíciót vezetett Közép-és Belső Ázsiába. 1870-ben indított expedícióján átszelte a Góbi sivatagot, eljutott Pekingbe, majd felfedezte a Jangce felső folyását. 1872-ben eljutott Tibet északi részébe. Utazása során 7000 négyzetmérföldet térképezett fel, összesen 5000 növényt, 1000 madarat, 3000 rovart, 70 hüllőt és 130 emlőst gyűjtött.
1876–1877-ben keresztülutazott Kelet-Turkesztánon és eljutott a Lop-nórhoz, amelyet Marco Polo óta nem látott európai ember. Ez az utazása később nagy visszhangot váltott ki. Ferdinand von Richthofen német földrajztudós és Sven Hedin svéd felfedező szerint Przsevalszkij nem a tényleges Lop-nórhoz jutott el, hanem a Tarim egy másik sós mocsaras kiöntéséhez. A földrajzi vitát ízléstelen politikai utózöngék kísérték. A vitát Grum-Grzsimajlo és Obrucsev orosz földrajzi utazók vizsgálatai zárták le, amelyek tisztázták, hogy a Lop-nór lényegében egy vándorló tó, amely kiterjedése és földrajzi elhelyezkedése szoros összefüggésben van a Tarim folyó vízhozamával és gyakori mederváltoztatásaival.

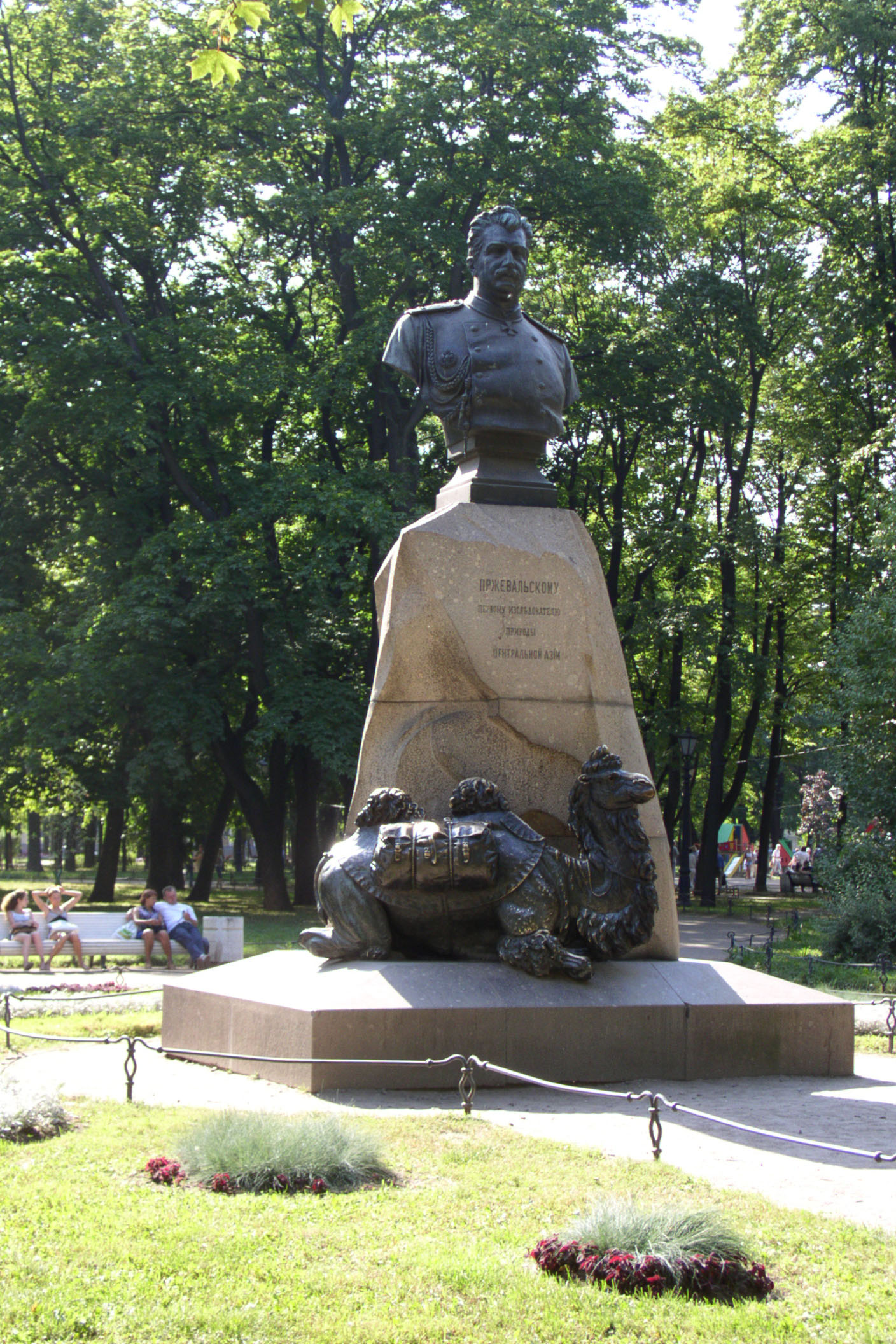
Przsevalszkij-emlékmű Szentpéterváron

1879–1880-ban eljutott a Kuku-nór tóhoz, majd átkelve a Tien-san hegységen behatolt Tibet északkeleti részébe. Szeretett volna eljutni a titokzatos városba Lhászába, azonban ez a tibetiek ellenállása miatt nem valósulhatott meg. 1883-1885 között Kjahtából indulva és a Góbi sivatagot átszelve eljutott az Alasánba, a Tien-san hegység keleti vonulataiba, majd ismét a Jangcéhez. Visszafelé a Kuku-nór tó felé ment és expedícióját az Iszik-köl tó mellett fejezte be Hotan városában. Utazásai során hatalmas, addig a térképen fehér foltként számon tartott területeket tárt fel; természettudományos gyűjteménye számos addig ismeretlen fajjal gazdagította a tudományt. Sikerült fellelnie többek között a vadon élő kétpúpú tevét, vad jakok csordáit, és a róla elnevezett Przsevalszkij-lovat és antilopot. Przsevalszkij 1888-ban halt meg ötödik expedíciójának előestéjén Karakol városában, az Iszik-köl tó partján. Kísérői tanácsa ellenére forralatlanul itta a Csu folyó vizét, hastífuszt kapott és néhány nappal expedíciója megkezdése előtt meghalt. A cár rendeletére a várost ezután Przsevalszkra keresztelték. Emlékművét Szentpéterváron emelték, hatalmas gránittalapzaton mellszobra, alatta pedig egy expedíciós felszereléssel megterhelt teve bronzszobra látható.

## Városi legenda
Egy elterjedt legenda szerint Przsevalszkij házasságon kivüli gyermekeként született Sztálin. A legenda részben a két férfi hasonló arcvonásain alapul, de talán szándékos propaganda erőfeszítések is segítették, hogy Sztálint a szláv eredet mítoszával ruházzák fel. Przsevalszkij valójában nem járt Grúziában.

## Magyarul megjelent művei
- Zajzánból Khámin át Tibetbe és a Sárga Folyó forrásvidékére  Nikoláj Mihájlovics Przseválszkij harmadik útja Közép-Ázsiába; ford. Csopey László; Franklin, Bp., 1884 (Utazások Könyvtára)

## Fordítás
- Ez a szócikk részben vagy egészben  a   Nikolay Przhevalsky című angol Wikipédia-szócikk fordításán alapul.  Az eredeti cikk szerkesztőit annak laptörténete sorolja fel. Ez a jelzés csupán a megfogalmazás eredetét és a szerzői jogokat jelzi, nem szolgál a cikkben szereplő információk forrásmegjelöléseként.